# Eudryas brevipennis
Eudryas brevipennis är en fjärilsart som beskrevs av Richard Harper Stretch 1874. Eudryas brevipennis ingår i släktet Eudryas och familjen nattflyn. Inga underarter finns listade i Catalogue of Life.